# Ekbäckens naturreservat
Ekbäckens naturreservat är ett naturreservat i Östhammars kommun i Uppsala län.
Området är naturskyddat sedan 1998 och är 32 hektar stort. Reservatet består av barrträd, asp, björk, ek, lind och lönn. Det finns även ett sumpskogskärr